# CA River Plate
Club Atlético River Plate (wym. [ˈriver ˈpleit]) – argentyński klub sportowy, założony 25 maja 1901 roku w Buenos Aires w dzielnicy Puerto Madero.
Jeden z najbardziej utytułowanych klubów piłkarskich w Argentynie. River Plate ma na koncie trzydzieści siedem tytułów mistrza Argentyny, dwanaście Pucharów kraju oraz dwa Superpuchary. W rozgrywkach międzynarodowych zespół czterokrotnie zwyciężył Copa Libertadores (1986, 1996, 2015, 2018) oraz raz w Pucharze Interkontynentalnym w 1986 roku.
W rankingu wszech-czasów ligi argentyńskiej River Plate zajmuje pierwsze miejsce. W trakcie istnienia ligi klub zdobył najwięcej punktów, wygrał najwięcej spotkań, najmniej spotkań przegrał, strzelił najwięcej goli i najmniej stracił. W tabeli wszech-czasów rozgrywek Copa Libertadores zespół również zajmuje pierwszą lokatę będąc drużyną z największą liczbą zebranych punktów. W 2000 roku Międzynarodowa Federacja Historyków i Statystyków Futbolu uznała River Plate za siódmy najlepszy klub mijającego stulecia.
Nazwa klubu pochodzi od angielskiej nazwy estuarium Rio de la Plata. Klub posiada dwa przydomki: „Los Millonarios” (Milionerzy) oraz „Gallinas” (Kurczaki). Barwy klubu to czerwono-białe koszulki, czarne spodenki oraz białe getry. Największym rywalem klubu jest Boca Juniors – mecze obu zespołów nazywane są Superclásico. Od 1938 roku stadionem klubu jest Estadio Monumental, na którym rozegrano finał Mistrzostw Świata 1978 roku. W 2011 roku, po raz pierwszy w historii, klub spadł do drugiej ligi argentyńskiej. Trenerem zespołu od listopada 2022 roku jest Martin Demichelis, natomiast funkcję kapitana drużyny pełni Enzo Pérez.
River Plate posiada osiemnaście sekcji, m.in. piłki ręcznej, koszykówki, hokeja na trawie, siatkówki, tenisa, pływacką i e-sportową. Magazyn Forbes szacuje wartość klubu na 270 milionów dolarów, co czyni go najbardziej wartościowym klubem piłkarskim w Argentynie.

## Historia

### Początki

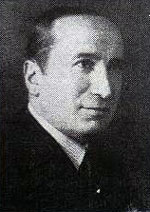
Pierwszy prezes klubu Leopoldo Bard

River Plate zostało założone 25 maja 1901 w dzielnicy Puerto Madero, z połączenia dwóch klubów Santa Rossa i La Rosales. Nazwa zespołu powstała po tym, jak jeden z członków klubu zobaczył robotników fabryki Carboneras Wilson, wyładowujących pudełka z napisem River Plate. Pierwszym prezydentem klubu i zarazem kapitanem drużyny został Leopoldo Bard. W swoich początkowych latach istnienia drużyna kilkukrotnie zmieniał swoją siedzibę, przenosząc się z dzielnicy La Boca (w tej samej dzielnicy powstał cztery lata później klub Boca Juniors) do Sarandi, by następnie znowu wrócić do La Boca.
W 1905 roku klub został przyjęty do Argentyńskiego Związku Piłki Nożnej. Pierwszy mecz w swojej historii River rozegrało 30 kwietnia 1905 roku przeciwko zespołowi Facultad de Medicina (2-3). Do najwyżej klasy rozgrywkowej klub awansował w 1908 roku po pokonaniu Racing Club. River wygrało barażowe spotkanie (2:1), ale jego wynik nie został uznany przez przeciwników, po tym jak kibice River wtargnęli na boisko, żeby świętować bramkę z piłkarzami. Mecz rozstrzygający odbył się 27 grudnia 1908 - River Plate wygrało spotkanie (7:0), potwierdzając tym swój awans do najwyższej ligi. Debiutancki sezon w I lidze, drużyna zakończyła na drugim miejscu w tabeli.
W 1914 roku River Plate zdobyło swoje pierwsze trofeum Copa de Competencia Jockey Club, pokonując Newell’s Old Boys (4:0). W rywalizacji o trofeum, brały udział wszystkie zespoły zrzeszone w Asociación Argentina de Football oraz zespoły z miasta Rosario. Zwycięstwo w Copa de Competencia było przepustką do spotkania o TIE Cup, w którym mierzył się ze sobą argentyński zwycięzca Copa de Competencia z jego urugwajskim odpowiednikiem. W spotkaniu rozegranym na stadionie Ferro Carril, River pokonało urugwajski Bristol Football Club (1:0), dodając tym samym kolejne trofeum do swojej gabloty.
W sezonie 1920 River po raz pierwszy zostało mistrzem Argentyny - wygrana ta przerywała serie siedmiu kolejnych mistrzostw zdobytych przez Racing Club. W 1923 roku klub po raz kolejny zmienił swoją siedzibę, przenosząc się do dzielnicy Recoleta, gdzie został wybudowany nowy stadion Estadio Alvear y Tagle. Wyniki klubu na przestrzeni dekady były różne: od dwóch wicemistrzostw zdobytych w sezonach 1921 i 1922 roku, trzeciego miejsca z 1923 roku, do sukcesywnego plasowania się w środku tabeli w późniejszych latach. W ostatnich przed wprowadzeniem profesjonalizmu sezonach 1929 i 1930, klub dwukrotnie zajął trzecie miejsce.

### Los Millonarios
W sezonie ligowym 1930 brało udział aż 36 drużyn, a same rozgrywki trwały ponad rok aż do kwietnia 1931 roku. Po sezonie doszło do publicznej manifestacji piłkarzy, domagających się wprowadzenia profesjonalizmu. 9 maja 1931 dwanaście czołowych drużyn opuściło Asociación Amateurs i zadeklarowało przejście na profesjonalizm. River wraz z Independiente, wkrótce dołączyło do protestujących i takim sposobem 31 maja 1931 powstała profesjonalna Liga Argentina de Football. W 1931 roku do klubu za kwotę 10 000 peso dołączył Carlos Peucelle, a rok później za kwotę 35 000 peso klub wzmocnił Barnabe Ferreyra. Transakcja ta była niepobitym przez kolejne siedemnaście lat rekordem transferowy, a klub od tego czasu nosi przydomek Los Millonarios (Milionerzy).  

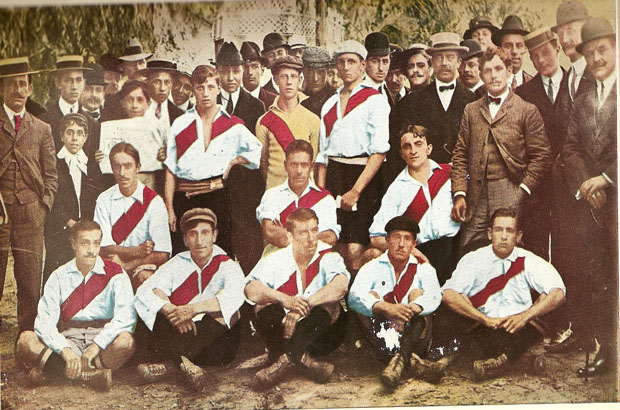
Drużyna River Plate w 1908 roku

Pierwszy sezon po wprowadzeniu profesjonalizmu, klub zakończył na czwartym miejscu, aby już w następnym roku zdobyć dublet. River wygrało Copa de Competencia oraz zakończyło sezon ligowy na pierwszym miejscu ex-aequo z Independiente. Przed ostatnią kolejką River miało punkt straty do Independiente. W trakcie ostatniej kolejki wyniki równoległych spotkań były przekazywane widowni na wielkich tablicach. Piłkarze Independiente - mimo porażki w swoim spotkaniu - czuli się mistrzami kraju, bo na stadionie widniał nieaktualny wynik spotkania River. Jak się później okazało, osoba zmieniająca wyniki była kibicem River i z premedytacją nie podała informacjo o wyrównującej bramce dla Millonarios. Z racji równej liczby punktów, zarządzono przeprowadzenie dodatkowego spotkania, decydującego o mistrzowskim tytule. River wygrało 3:0 po bramkach Ferreyry, Peucelle i Zatelliego, po raz drugi w historii zostając mistrzem Argentyny.
Przed sezonem 1934 nowym trenerem został sprowadzony z Gymnasia y Esgrima Węgier Emérico Hirschl. Nowy szkoleniowiec ochoczo stawiał na młodych zawodników, taśmowo wprowadzając ich do pierwszej drużyny. To za jego kadencji zadebiutowali Adolfo Pedernera i Jose Manuela Moreno, którzy z czasem stali się największymi gwiazdami klubu. W 1935 roku włodarze klubu rozpoczęli budowę nowego stadionu, uznając ówczesny Estadio Alvear y Tagle za zbyt mały, żeby zaspokoić rosnące zainteresowanie kibiców. Nowy arena została otwarta 25 maja 1938 roku w dniu święta narodowego, a w premierowym spotkaniu gospodarze pokonali urugwajski Peñarol Montevideo (3:1).
Prowadzone przez Hirschla River zdobyło dwa mistrzostwa kraju w 1936 i 1937 roku, a w kolejnych dwóch dwa wicemistrzostwa - po czym niespodziewanie - trener opuścił klub. Jego następcą – na krótko – został Franz Plattko, który w trakcie swojego pobytu próbował wprowadzić, nieznane na kontynencie ustawienie W-M, ale po przegraniu siedmiu z dwunastu spotkań sezonu został zwolniony.

### La Máquina i La Maqunita
Lata czterdzieste były dla River niezwykle udane. W sezonie 1940 klub zajął trzecie miejsce w lidze, aby rok później została mistrzem kraju z czteropunktowa przewagą nad San Lorezno. Pozycję lidera River zdobyło na dwie kolejki przed końcem, po wygranej z Tigres (2:0). W następnej serii gier River mierzyło się z lokalnym rywalem Boca Juniors. Millonarios pokonali przeciwników (5:1), pieczętując tym zwycięstwem kolejny tytuł mistrzowski. 

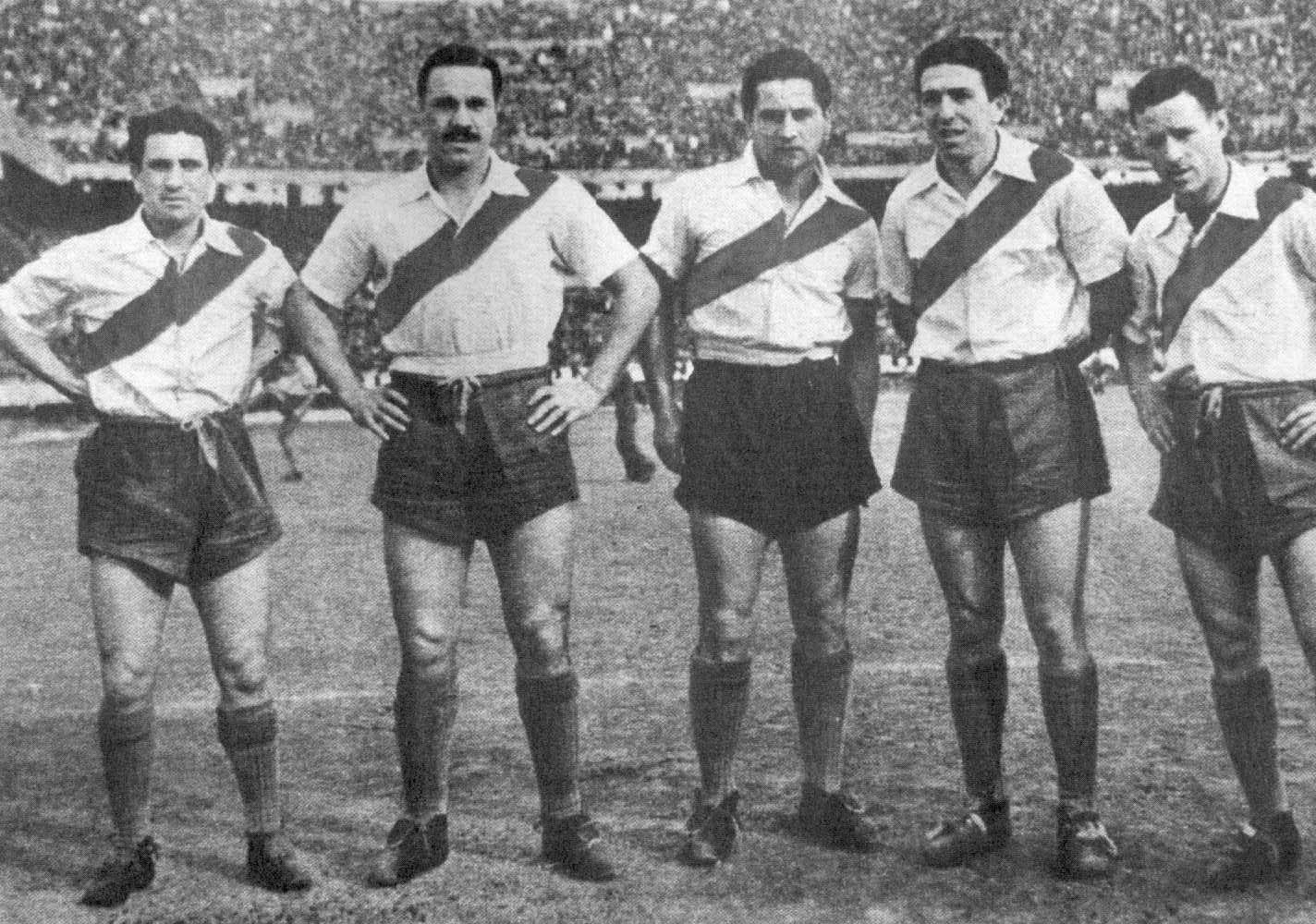
La Máquina w oryginalnym składzie. Od lewej Juan Carlos Muñoz, José Manuel Moreno, Adolfo Pedernera, Angel Labruna i Félix Lousteau.

W następnym sezonie River było jeszcze mocniejsze, zwyciężając w sześć z siedmiu pierwszych spotkań. Po wyjazdowym zwycięstwie (6:2) przeciwko Chacarita Juniors w ósmej kolejce ligowej - redaktor pisma „El Grafico” Ricardo Borocotó Lorenzo - w uznaniu dla ich płynnej, nadał drużynie przydomek La Máquina (Maszyna). Bazowym ustawieniem La Máquiny było 3-2-2-3, gdzie za atak odpowiadał kwintet: lewoskrzydłowy Felix Loustau, w środku Angel Labruna z Jose Manuelem Moreno, grający jako fałszywy napastnik Adolfo Pedernera oraz Juan Carlos Munoz na prawym skrzydle. W drużynie często dochodziło do rotacji np. Munoz często zmieniał się z Aristóbulo Deambrossio, ale to właśnie ta piątka przeszła do legendy. Za początek La Máquiny uznaje się 28 czerwca 1942 i wygraną (1:0) z Platense, kiedy zadebiutował Loustau. Za koniec sezon 1944 i odejście Moreno do meksykańskiego Real Club España. W oryginalnym składzie rozegrali zaledwie siedemnaście spotkań, zdobywając jedno mistrzostwo i jedno wicemistrzostwo.

W 1945 roku trenerem drużyny został dotychczasowy asystent Carlos Peucelle. Pod jego wodzą River – już bez Jose Manuela Moreno – odzyskało tytuł mistrzowski. Kolejny sezon River zakończyło na trzecim miejscu, co doprowadziło do kolejnych roszad kadrowych. Z klubu odszedł Adolfo Pedernera, a wrócił Jose Manuel Moreno. Zmienił się również trener zespołu, którym został były zawodnik klubu Pepe Minella. Minella odważnie wprowadzał do  drużyny młodych zawodników na czele z Amadeo Carrizo, Nestorem Raulem Rossim oraz Alfredo Di Stéfano. Przebudowani Millonarios zwyciężyli w rozgrywkach ligowych oraz w Copa Aldao. W trakcie sezonu River zdobyło 90 goli w 30 meczach, a Di Stefano z 27 bramkami został ligowym królem strzelców. Równolegle do tego, klub uczestniczył w rozgrywkach Campeonato Sudamericano de Campeones, gdzie mierzyło się ze sobą siedmiu krajowych mistrzów z całego kontynentu. Tam zajął drugie miejsce za mistrzem Brazylii Vasco da Gama.

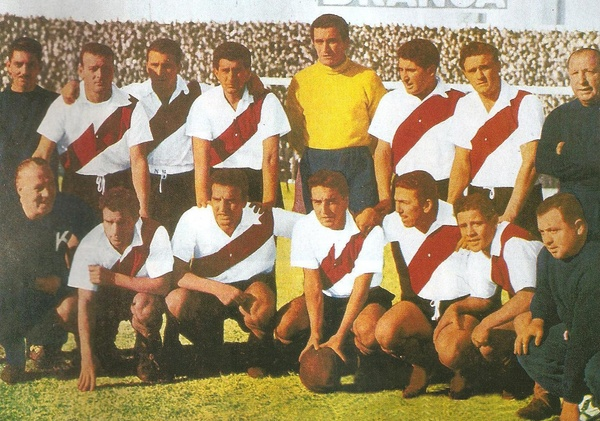
La Maquinita – mniej znana od poprzedniczki, mimo że bardziej utytułowana

W trakcie trwania rozgrywek ligowych 1948 roku wybuch strajk piłkarzy. Demonstracji tej przewodziło dwóch zawodników River - Adolfo Pedernera i Di Stéfano. Zawodnicy domagali się legalizacji związków zawodowych, ustalenia płacy minimalnej, zabezpieczeń socjalnych (ubezpieczeń i odpraw), a także wolności transferów. Osiem miesięcy protestów, nic nie zmieniło, co finalnie doprowadziło do masowej emigracji zawodników na początku 1949 roku. Pierwszym zawodnikiem, który opuścił ligę argentyńska był przywódca strajku Adolfo Pedernera, w ślad za którym podążyli inni piłkarze River – Néstor Rául Rossi i Alfredo Di Stéfano.
Na przełomie 1951 i 1952 roku River wyruszyło w tournée po Europie, w trakcie którego mierzyło się z m.in. Realem Madryt, Atletico Madryt, Racingiem Club Paris, grupą włoskich ligowców oraz Manchesterem City. Zwycięstwo z tymi ostatnimi, uczyniło River Plate pierwszą drużyną z Argentyny, która ograła klub z Wysp Brytyjskich. W sezonie 1952 klub odzyskał mistrzostwo kraju zwyciężając jednym punktem nad Racing Clubem. Tytuł ten był pierwszym z serii pięciu tytułów mistrzowski zdobytych w trakcie kolejnych sześciu lat. W 1953 roku klub oprócz mistrzostwa, klub zdobył również Puchar Republiki Kolumbii, gdzie rywalizował z mistrzem Kolumbii Millonarios  czy Rapid Wiedeń.
W sezonie 1954 klub przegrał mistrzostwo kraju z Boca Juniors, ale już po roku je odzyskał. W tym okresie do klubu wrócił Nestor Raul Rossi, a do pierwszego zespołu został włączony Omar Sívori. River trwale zdominowało ligowe rozgrywki, zdobywając mistrzostwo kraju przez trzy kolejne sezony. W uznaniu River otrzymało Eva Perón Gold Cup - nagrodę przyznawaną drużynie, która wygra trzy mistrzostwa kraju z rzędu. Utytułowaną drużyną nazwano La Maquinita (małą maszynka), nawiązując tym do legendarnej La Máquiny.
W drugiej połowie lat pięćdziesiątych europejskie kluby zaczęły na masową skalę sprowadzać latynoskich piłkarzy. W 1956 roku klub sprzedał do Palermo duet napastników Waltera Gomez i Santiago Vernazze. Rok później, za kwotę 10 milionów peso do Juventusu Turyn odszedł Omar Sivori. Mistrzostwo z sezonu 1957 było ostatnim na kolejne osiemnaście lat. W 1959 roku z klubu odszedł trener Jose Maria Minella oraz - po dwudziestu latach spędzonych w klubu - Ángel Labruna, zamykający pewien rozdział w historii klubu.

### Dekada cierpienia
W 1960 roku Ameryka Południowa doczekała się powstania kontynentalnych, międzyklubowych rozgrywek piłkarskich. Ambicją prezesa klubu Antonio Vespucio Libertiego było rychłe zwycięstwo w rozgrywkach, lecz zamiast tego klub popadł w kilkuletnią niemoc. River kilkukrotnie było bliskie sukcesu, jednak nigdy nie potrafiło rozstrzygnąć rywalizacji na swoją korzyść. W sezonie 1962 drużyna straciła mistrzostwo w przedostatniej kolejce - tracąc pozycję lider po wyjazdowej porażce z Boca Juniors. W kolejnym sezonie sytuacja się powtórzyła - klub drugi raz z rzędu przegrał w przedostatniej kolejce sezonu z Boca, tym razem w spotkaniu domowym. W sezonie 1965 Boca Juniors kolejny raz odebrało River tytuł mistrzowski, zdobywając go przewagą zaledwie jednego punktu.

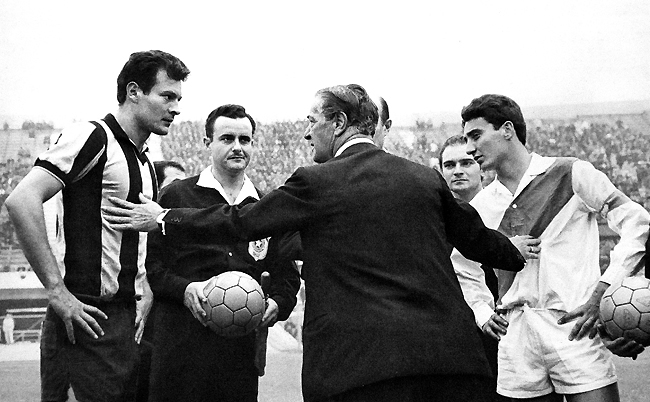
Finał Copa Libertadores 1966 – kulminacja pecha

W następnym sezonie River kolejny raz zafiniszowało drugie, pięć punktów za Racingiem. Prawdziwa tragedia spotkała klub w rozgrywkach Copa Libertadores. Millonarios wygrali rozgrywki grupowe w zarówno w 1/4 jak i 1/2 finału, awansując do finału rozgrywek. Tam spotkali się z urugwajskim Peñarolem. Pierwsze wyjazdowe spotkanie River przegrało (0:2), aby zwyciężyć w rewanżu (3:2). Do rozstrzygnięcia potrzebny był trzeci mecz, rozegrany na neutralnym gruncie w Santiago. River prowadziło dwa do zera, lecz po przerwie Peñarol zdołał wyrównać, by w dogrywce strzelić kolejne dwa bramki. W trakcie następnego spotkania z Banfieldem, przyjezdni kibice chcąc wyśmiać finałową porażkę Millonarios, wypuścili na murawę całe stado kurczaków. Od tego momentu klub nosi drugi przydomek Gallinas (kurczaki).

W sezonie 1967 doszło do kolejnej reformy ligi. Od tego sezonu w jednym roku rozgrywano dwa turnieje mistrzowskie: stołeczny Campeonato Metropolitano i ogólnokrajowy Campeonato Nacional. Sezon Metropolitano, miał taki sam skład, jak dotychczasowa liga, natomiast w lidze Nacional wzięło udział 16 klubów – 12 klubów biorących udział w mistrzostwach Metropolitano oraz cztery kluby z ligi Reclasificatorio. W pierwszym sezonie z nowymi zasadami, River wraz z Racingiem i Velezem zajęło ex-aequo pierwsze miejsce w rozgrywkach Metropolitano. Do wyłonienia mistrza kraju zorganizowano trójmecz - River po pokonaniu Racingu 2:0 i remisie 1:1 z Velezem zajęło ostatecznie drugie miejsce przegrywając tytuł mistrzowski gorszym bilansem bramek. Sezon później Millonarios drugi raz z rzędu zajęli drugie miejsce. W rozgrywkach Metropolitano sezonu 1970, River kolejny przegrało tytuł mistrzowski różnicą bramek, tym razem z Independiente. 

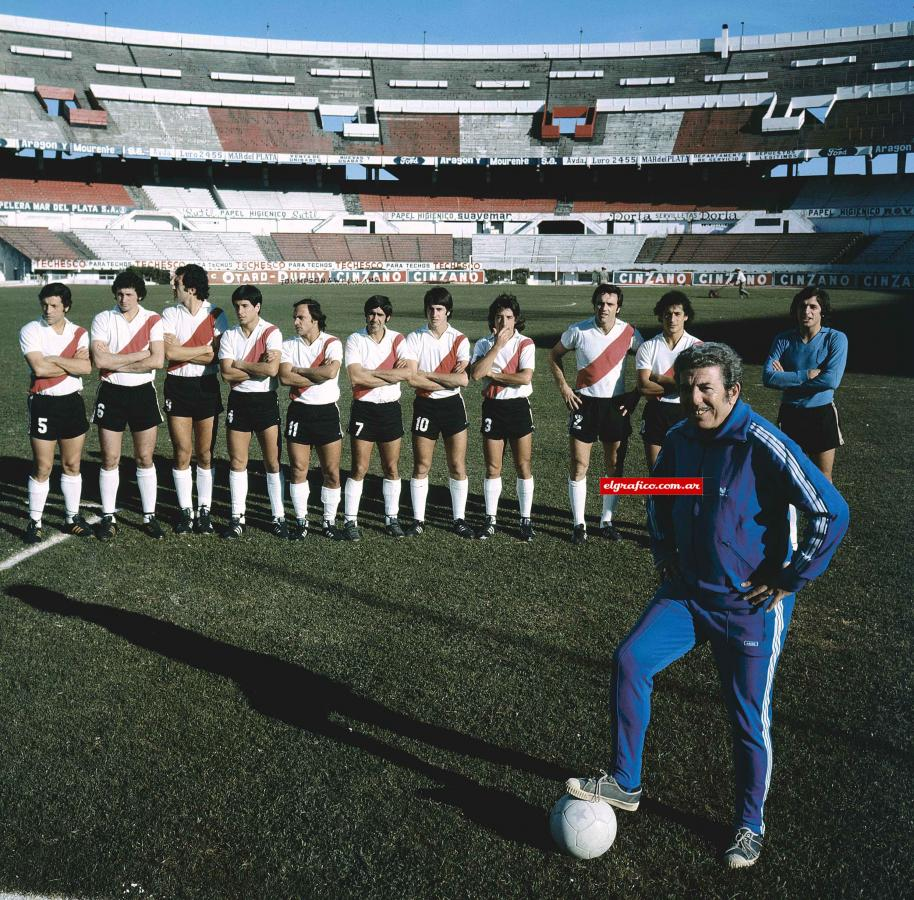
Drużyna Angela Labruny zdobyła rekordowe trzy tytuły z rzędu

W rozgrywkach Campeonato Nacional 1972 klub uplasował się na drugim miejscu, tym razem przegrywając finałowy baraż z San Lorezno (1:0). Sezon 1973  drużyna równie zwieńczyła wicemistrzostwem. Do wyłonienia mistrza stworzono dwie grupy, z której dwie najlepsze drużyny mierzyły się z sobą w turnieju finałowym Campeonato Nacional 1973. Millonarios awansowali do turnieju finałowego, w którym uplasowali się na drugim miejscu za Rosario Central.

### Odkupienie
Okres frustracji i porażek zakończył się wraz z powrotem do roli trenera Angela Labruny w 1975 roku. Od początku swojej kadencji Labruna umiejętnie budował zespół, stawiając na młodych piłkarzy jak: Ubaldo Fillol, Norberto Alosno, Reinaldo Merlo czy Daniel Passarela. Kwestia mistrzowskiego tytułu rozstrzygnęła się w przedostatniej kolejce sezonu 1975. Związek zawodowy piłkarzy domagał się anulowania, ukaranego za stosowanie dopingu zawodnika Banfield Juana Taverny. W ramach załagodzenia sytuacji, kierownictwo ligi uznało, że spotkania ostatniej kolejki zostaną rozegrane, pod warunkiem, że kluby wystawią zespoły złożone wyłącznie z zawodników, którzy nie ukończyli jeszcze 18 lat. River pokonało w wyjazdowym spotkaniu Argentinos Juniors (0:1) i klub po osiemnastu latach przerwy odzyskał tytuł mistrza Argentyny.
W sezonie 1976 Millonarios przegrali tytuł mistrzowski w finałowym spotkaniu przeciwko Boca Juniors, tracąc jedynego gola w meczu po kontrowersyjnym rzucie wolnym. Sędzia Arturo Iturralde pozwolił na jego wykonania, w momencie gdy bramkarz River Ubaldo Fillol poprawiał jeszcze mur.  Drużyna awansowała do finału Copa Libertadores, gdzie zmierzyła się z Cruzeiro EC. Dwa pierwsze spotkania finałowe nie wyłoniły wygranego. O losach trofeum decydował trzeci, rozstrzygający mecz, który River przegrało (3:2), tracąc decydującego gola na dwie minuty przed końcem regulaminowego czasu gry. 

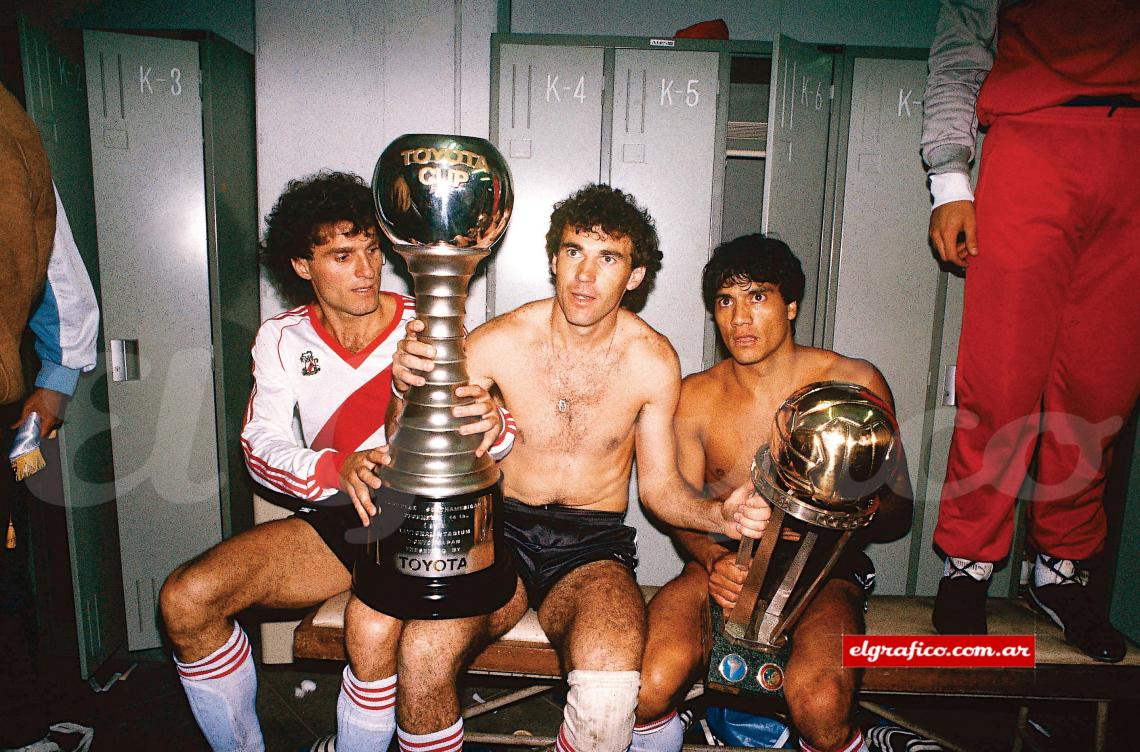
Piłkarze River Plate z Pucharem Interkontynentalnym

Dwie bolesne porażki nie miała negatywnego wpływu na dalszą grę drużyny. W kolejnych latach Millonarios zaczęli seryjnie wygrywać ligowe tytuły. Zwyciężając w rozgrywkach Metropolitano i Nacional 1979, Metropolitano 1980, River Plate wyrównało ligowy rekord trzech tytułów mistrzowskich z rzędu. W 1981 roku Ángel Labruna nie zdecydował się na prolongowanie umowy i ostatecznie odchodząc z klubu.
Nowy trener klubu Alfredo Di Stéfano, zdobył z drużyną tytuł mistrzowski, ale pozostawił po sobie spaloną ziemie. Szybko popadł w konflikt z liderem pomocy Norberto Alonso, po czym zrezygnował z posady. W trakcie następnych dwóch sezonów klub miał aż sześciu trenerów, a w sezonie 1983 cudem uniknął degradacji - utrzymując się dzięki zasadzie uśrednienie liczy punktów z trzech poprzednich sezonów. Sytuację w klubie poprawiło dopiero zatrudnienie Hectora Veiry.
Nowy trener w pierwszym sezonie pracy wywalczył wicemistrzostwo ligi Nacional, jednak to sezon 1985/86 był prawdziwym pokazem siły drużyny. River wygrała mistrzostwo kraju, jednak główną ambicją kierownictwa było zwycięstwo w Copa Libertadores. Drużyna, bez większych problemów wygrało rozgrywki fazy grupowej 1/4 finału, aby w kolejnej rundzie ograć ekwadorska Barceloną i obrońce tytułu Argentinos Juniors. W finale River Plate zmierzyło się z finalistą poprzedniej edycji kolumbijską America Cali. Millonarios wygrali oba spotkania finałowe - po raz pierwszy w historii zostając najlepszą drużyną kontynentu. W grudniu 1986 roku River wygrało Puchar Interkontynentalny wygrywając z triumfatorem Pucharu Europy rumuńska Steaua Bukareszt (1:0).

### Wzloty i upadki
Po zdobyciu potrójnej korony, nad klubem zebrały się czarne chmury. Trener Hector Veira został zwolniony z klubu, po oskarżeniach o molestowanie trzynastolatka, dodatkowo kierownictwo klubu zaczęło wyprzedawać najlepszych zawodników. W 1987 roku River zdołało wygrać rozgrywki Copa Interamericana był to jednak jedyny pozytyw całego sezonu. W rozgrywkach ligowych klub zajął odległe dziesiąte miejsce, odpadając z rozgrywek Copa Libertadores w 1/2 finału. Po dwóch latach od zdobycia potrójnej korony skład drużyny całkowicie zmienił. Z klubu odszedł bramkarz Nery Pumpido, podstawowy obrońca Oscar Ruggeri oraz napastnicy Claudio Caniggia i Antonio Alzamendi. Ponadto karierę zakończył Norberto Alonso i kapitan zespołu Américo Gallego. Przed sezonem 1989 nowym trenerem drużyny został były zawodnik klubu Reinaldo Merlo. Odmieniona drużyna wygrała tytuł mistrzowski, pomimo że, w trakcie sezonu doszło do kolejnej zmiany na stanowisku trenera. Następcą Merlo został nie posiadający doświadczenia trenerskiego Daniel Passarella. Nowy trener zdobył z River kolejne mistrzostwa kraju w sezonie 1991/92 i 1992/93, by w 1995 roku  zostać wybrany na selekcjonerem reprezentacji Argentyny
W 1996 roku nowym trenerem został Ramon Diaz. W sezonie 1995/96 klub zajął rozczarowujące siódme miejsce w rozgrywkach Aperatura i czternaste w Clausura. Ligowe niepowodzenie, zostały odkupione w rozgrywkach Copa Libertadores, gdzie Millonarios awansowali do finału rozgrywek. Tam - tak samo jak w finale z 1986 roku - spotkali się z kolumbijską America Cali. Pierwsze spotkanie rozegrane w Kolumbii River przegrało (1:0), by w rewanżu za sprawą dwóch goli Hernana Crespo obrobić straty i zatriumfować w rozgrywkach. Trzon zwycięskiej drużyny tworzyli wychowankowie klubu: Ariel Ortega, Matías Almeyda, Marcello Gallardo i Hernán Crespo oraz doświadczony Enzo Francescoli, który wrócił do Argentyny po latach gry w Europie. W grudniu 1996 River przegrało z włoskim Juventusem Turyn w finale Puchar Interkontynentalnego.
W kolejnych latach Millonarios regularnie wygrywali rozgrywki Apertura i Clausura, pomimo ciągłego wyprzedawania swoich najlepszych zawodników. W ciągu pięciu sezonów od wygrania Copa Libertadores klub zarobił na transferach przeszło 140 milionów euro, bijąc rekord transferowy sprzedażą Javiera Savioli do FC Barcelony za 35 milinów euro. 25 maja 2001 klub świętował swoje stulecie - dla uczczenia tego dnia, kibice zorganizowali specjalny pochód, a drużyna rozegrała towarzyskie mecz z Penarolem Montevideo.
Przed sezonem 2001/02 trenerem klubu ponownie został Ramon Diaz. Mimo zdobycia mistrzostwa Clausura, Diaz odszedł z klubu na skutek konfliktu z prezydentem José María Aguilarem, a jego następca został Chilijczyk Manuel Pellegrini. W kolejnym roku klub ponownie zdobył mistrzostwo Clausury, ale ponownie musiał szukać nowego trenera, po tym jak Pellegrini odszedł do Villarealu. W 2004 roku trenerem drużyny został Leonardo Astrada, który wygrał rozgrywki Clausura i doszedł do półfinału Libertadores, gdzie odpadł po dwumeczu z Boca Juniors.
Mistrzostwo z 2004 roku było ostatnim na kolejne cztery lata. W klubie zapanował chaos – w trakcie dwóch sezonów klub miał sześciu trenerów, a sytuację drużyny pogarszało istnienie tabeli spadkowa, biorącej średnią punktów z trzech ostatnich sezonów. Za kadencji Diego Simeone, River wygrało rozgrywki Clausura 2008, by w kolejnych Aperatura 2009 zająć ostatnie. W kolejnych sezonach River plasowało się na miejscach: czternastym, trzynastym, czwartym i dziewiątym, by na koniec sezonu 2010/11 zając siedemnaste w tabeli spadkowej. W barażowym dwumeczu Millonarios przegrali z Belgrano Cordoba i po raz pierwszy w historii spadli na drugi poziom rozgrywkowy.

### Odkupienie

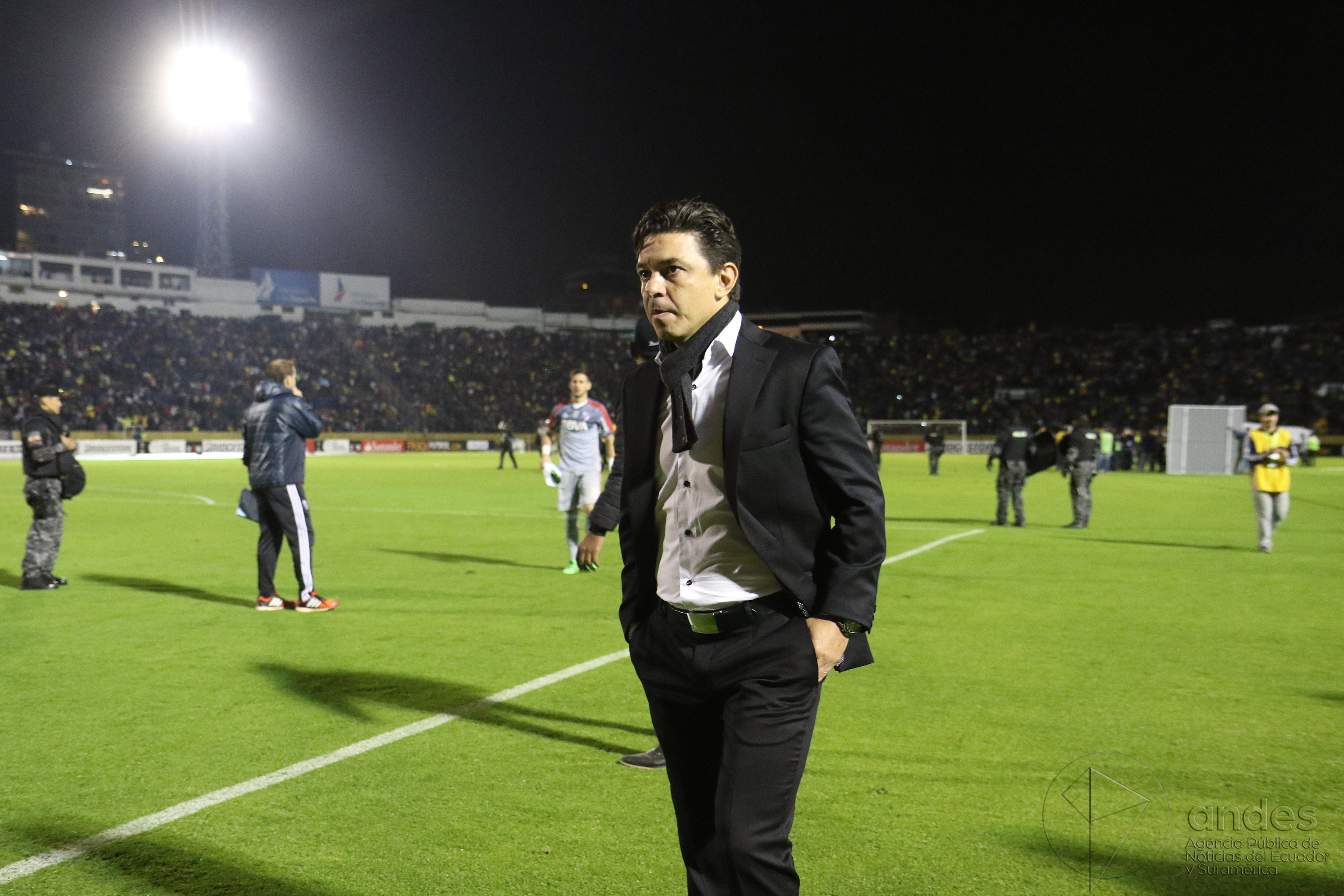
Marcelo Gallardo – najbardziej utytułowany trener w historii klubu

Kierownictwo klubu powierzyło misję awansu w ręce byłego piłkarza klubu - Matiasa Almeydy. Przed sezonem River został wzmocnione powrotami: Leonardo Ponzio, Alejandro Domíngueza, Fernando Cavenaghiego oraz transferem Davida Trezegueta. River wygrało ligę, zapewniając sobie awans w ostatniej kolejce ligowej. W pierwszym sezonie po powrocie do elity drużyna zajęła ósme miejsce w Torneo Inicial. W 2014 roku po raz trzeci trenerem klubu został Ramon Diaz, który w swoim pierwszym sezonie pracy wygrał rozgrywki Final. O mistrzostwie decydował mecz pomiędzy zwycięzcami rozgrywek Final i Inicial, który wygrało (1:0) po bramce Germana Pezzeli. Mimo sukcesu, Ramon Diaz ustąpił ze stanowiska, a jego następca został Marcelo Gallardo.
W sezonie 2014 klub wygrał Copa Sudamerica i zajęli drugie miejsce w ligowej tabeli. W 2015 roku klub po raz trzeci w historii sięgnął po Copa Libertadores, w finale ogrywając meksykańskie Tigres. Po wyjazdowym remisie (0:0), Millonarios zwyciężyli w domowym spotkaniu (3:0). W rywalizacji o Puchar Interkontynentalnym River przegrało z hiszpańską FC Barcelona (0:3).
W 2018 Millonarios po raz szósty zagrali w finale Copa Libertadores, gdzie spotkali z lokalnym rywalem Boca Juniors. Pierwsze spotkanie finałowe zakończyło się wynikiem (2:2), a River dwukrotnie wyrównywało wynik spotkania. Drugi mecz finałowy miał odbyć się 24 listopada, ale po ataku pseudokibiców, federacja CONMEBOL w którym zdecydowała, że spotkania rewanżowe odbędzie się poza Argentyną. Ostatecznie spotkanie odbyło się 9 grudnia na Estadio Santiago Bernabeu w Madrycie. Pierwszą bramkę w meczu zdobyło Boca Juniors i prowadziło do 68 minuty, kiedy Lucas Pratto wyrównał stan gry. W dogrywce River odwróciło losy spotkania zdobywając dwa gole, które wygrać mecz.
Rok później River ponownie zagrało w finale Copa Libertadores, gdzie spotkało się z brazylijskim Flamengo. Millonarios prowadzi przez większość cześć spotkania i dominowało mecz, aż do 89 minuty, kiedy to Flamengo wyrównało. Dwie minuty później Brazylijczycy zdobyli zwycięską bramkę, odzierając Millonarios z marzeń o pucharze. W sezonie 2021 River Plate po raz trzydziesty-siódmy zostało mistrzem Argentyny.

## Sukcesy
Rozgrywki krajowe
- Primera División: 1920, 1932, Campeonato 1936, Oro 1936, 1937, 1941, 1942, 1945, 1947, 1952, 1953, 1955, 1956, 1957, 1975M, 1975N, 1977M, 1979M, 1979N, 1980M, 1981N, 1985/86, 1989/90, 1991/92A, 1993/94A, 1994/95A, 1996/97A, 1996/97C, 1997/98A, 1999/00A, 1999/00C, 2001/02C, 2002/03C, 2003/04C, 2007/08C, 2013/14F, 2021, 2023
- Copa Argentina: 2016, 2017, 2019
- Supercopa Argentina: 2017, 2019, 2023
- Trofeo de Campeones: 2021, 2023
- Liguilla Pre-Libertadores: 1969, 1976, 1989, 1992, 1999
- Copa Dr. Carlos Ibarguren: 1937, 1941, 1942, 1952
- Copa de Competencia Jockey Club: 1914
- Copa Adrián C. Escobar: 1941
- Copa de Competencia: 1932
- Copa Campeonato: 2013/14
- Copa Centenario: 1993

Rozgrywki międzynarodowe
- Copa Libertadores: 1986, 1996, 2015, 2018
- Puchar Interkontynentalny: 1986
- Copa Interamericana: 1986
- Supercopa Sudamericana: 1997
- Copa Sudamericana: 2014
- Recopa Sudamericana: 2015, 2016
- Copa Suruga Bank: 2015
- Tie Cup Competition: 1914
- Copa Aldao: 1936, 1937, 1941, 1945, 1947

Uwaga: W latach 1967–1985 mistrzostwa Argentyny były rozgrywane dwa razy do roku w formule Metropolitano i Nacional, a od sezonu 1991/92 były rozgrywane dwa razy do roku w formule Apertura (otwierające: sierpień – grudzień) i Clausura (zamykające: luty – lipiec).

## Herb i barwy
W momencie powstania klub nie miał swojego herbu. Stworzenie pierwszego historycy datują na 1918 rok. Na przestrzeni lat logo ulegało wielu modyfikacjom, niezmiennie widniały na nim inicjały klubu CARP (Club Atlético River Plate). W czasach prezydentury Hugo Santilli klub umieszczał na swoich strojach drugi emblemat – lwa wystającego ze stadionu Monumental. Po odejściu Santilli ze stanowiska lew został wycofany ze strojów.

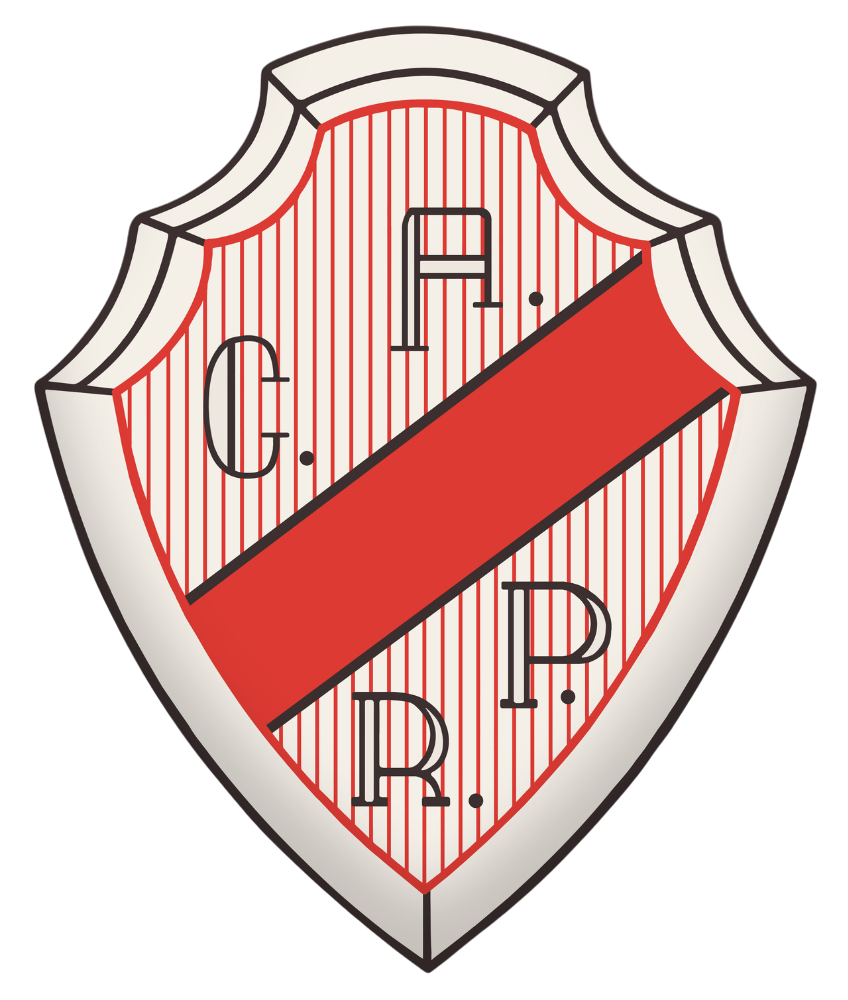
1928
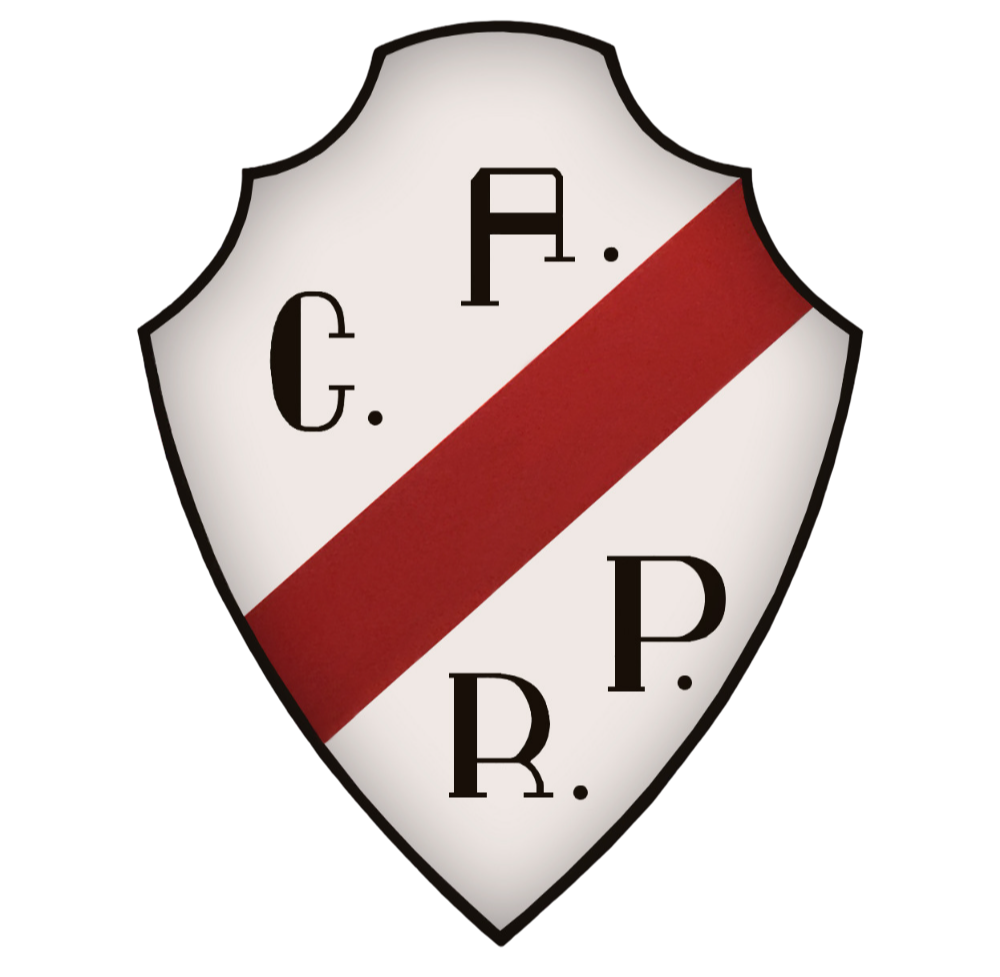
1931
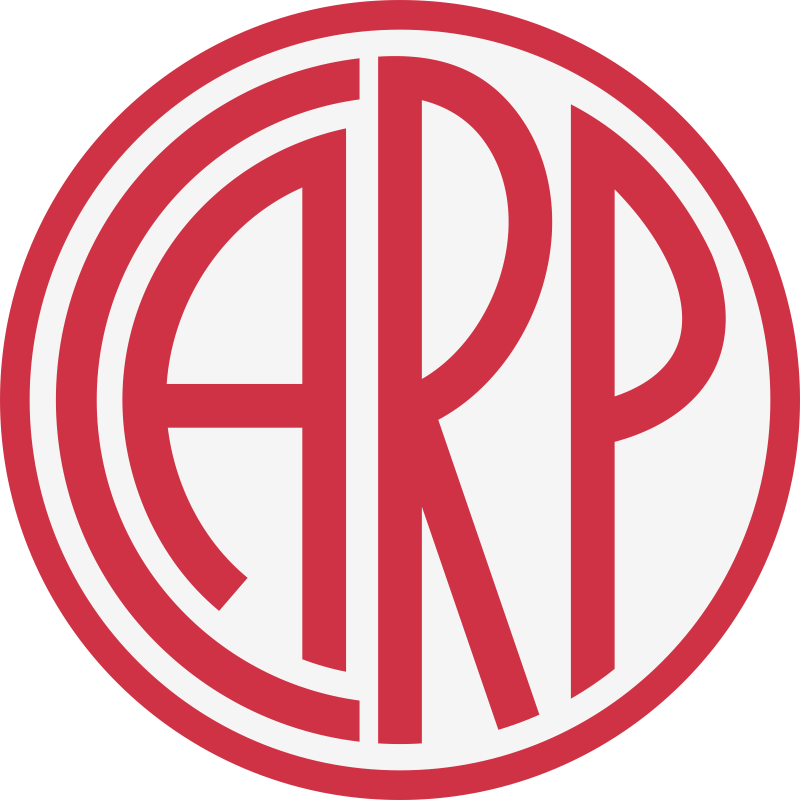
1933
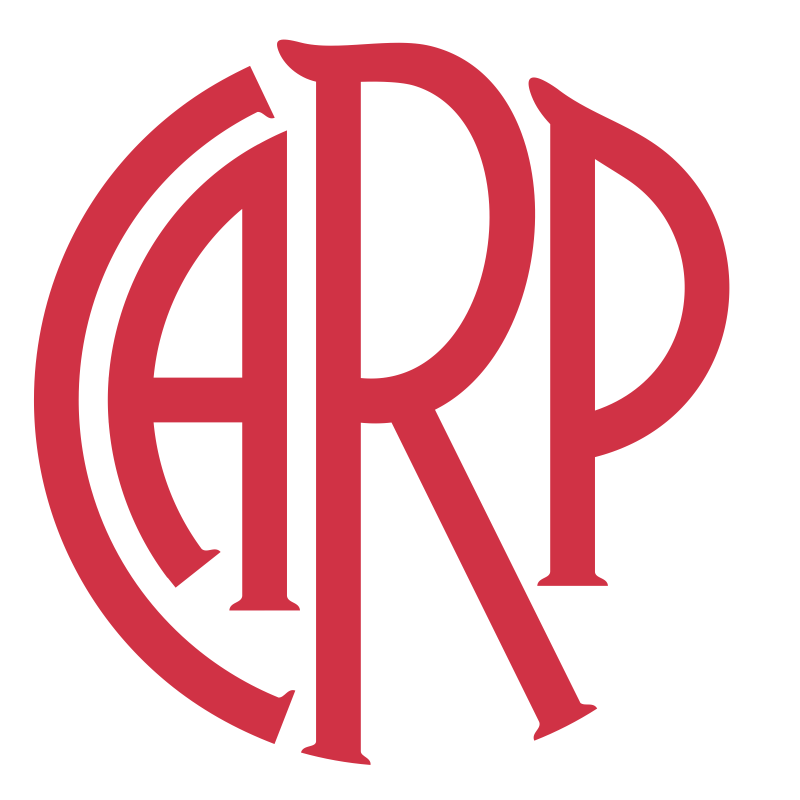
1941
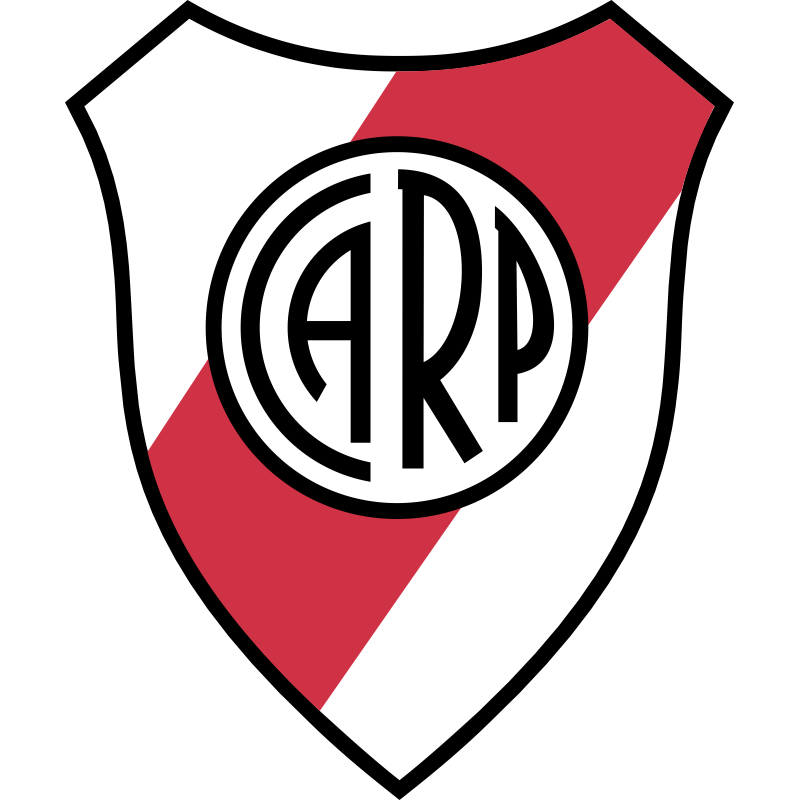
1947
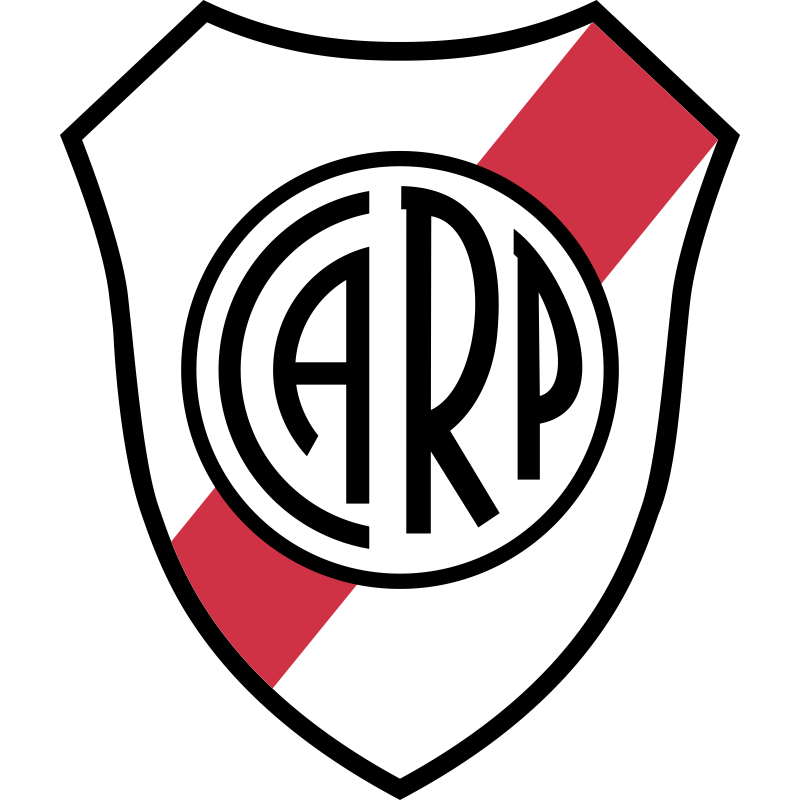
1969
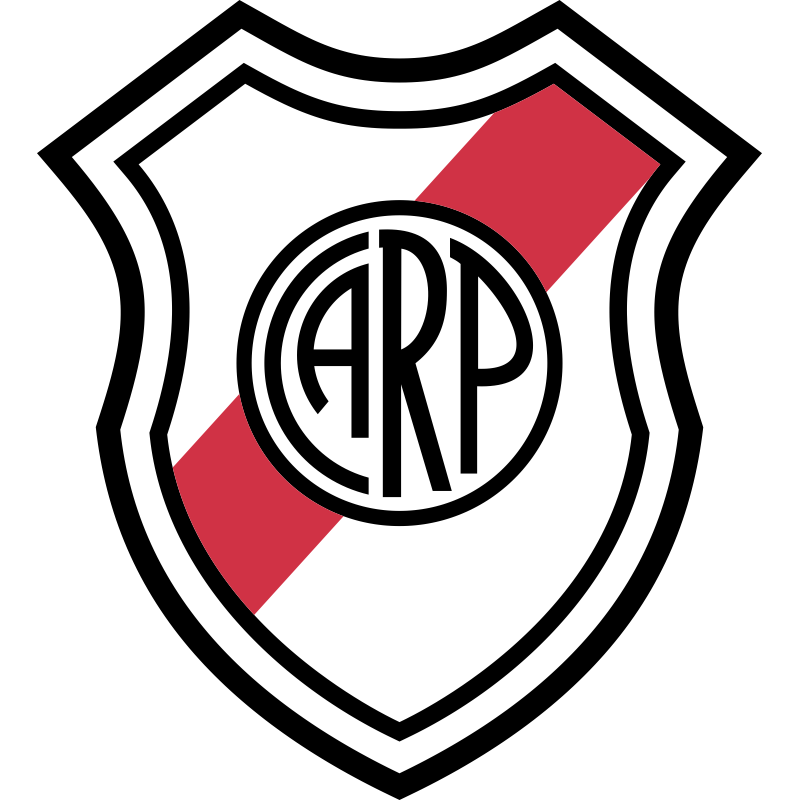
1993
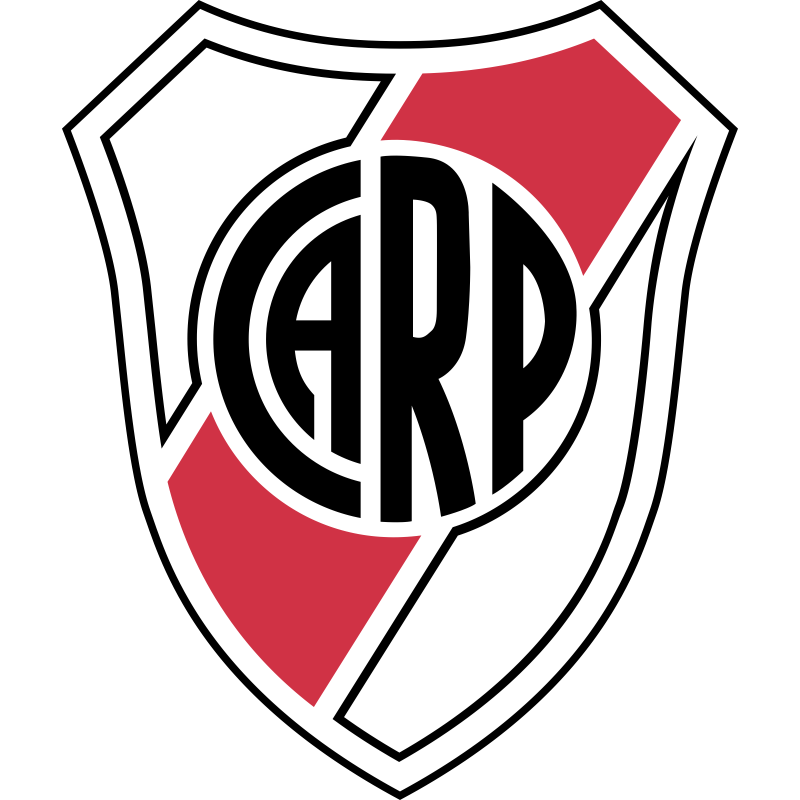
1998
2006

Tradycyjnymi barwami River Plate jest biały i czerwony. Nie ma jednak wytłumaczenia, dlaczego zdecydowano się na wybór takich kolorów. W pierwszych latach istnienia klub nosił białe koszulki – wiele wskazuje, że dołożono czerwony pas po przekątnej, aby odróżnić się od lokalnej drużyny Villa Devoto, która również grała cała na biało. Od 1909 do 1932 roku klub używał białych koszulek w czerwono-czarne pionowe pasy, które potem zostały przemianowane na stroje wyjazdowe.
| 1901–02 | 1902–06 | 1907–09 | 1921–31 | 1940–47 | 1947–65 | 1972–82 | 1985–86 | 1995–96 | 2010–11 | 2014–16 |  |

Trzeci komplet strojów na przestani lat często ulegał zmianie. W latach dwudziestych XX wieku używano niebieskich koszulek podkreślających ich przyjaźń z Belgrano, a w sezonie 1996/97, klub wykorzystywał bordowe koszulki, nawiązujące do barw włoskiego Torino. W sezonie 2016 trzeci komplet był pomarańczowy, nawiązując do koloru piłki jaką dwa gole w wyjazdowym Superclassico sezonu 1985/1986 zdobył Norberto Alonso.
| 1925–26 | 1927–29 | 1996–97 | 2016 |

## Kibice i rywale
Motto klubu wyraża się "w trzech G" - Ganar (wygrać), Gustar (grać dobrze) y Golear (zwyciężyć największą liczbą goli). Klub posiada największy fanklub kibicowski w Ameryce Południowej i ósmy największy na świecie. Liczbę zrzeszonych fanów szacuje się na około 155 000 osób. Drużyna posiada swoje grupy kibicowskie w kilku prowincjach Argentyny oraz kilka innych, działających w innych państwach m.in. w Hiszpanii, Włoszech, Anglii, Australii, USA i Nowej Zelandii. 
Największym rywalem zespołu jest Boca Juniors, spotkania obu drużyn nazywane są Superclásico. Kibice River utrzymują przyjacielskie relację z sympatykami Deportivo Morón i CA Belgrano oraz włoskiego Torino. River Plate był pierwszym klubem, który pomógł włoskiej drużynie, która w katastrofie lotniczej na wzgórzu Superga straciła cały zespół. Ówczesny prezydent klubu Antonio Vespucio Liberti wyruszył wraz z zespołem do Włoch, gdzie rozegrał spotkanie, z którego zysk został przekazany na odbudowę drużyny. Zażyłe relację obu zespołów trwają do dziś - wyjazdowe koszulki Torino w sezonie 2021/22 mają o naszyty emblemat dedykowany River Plate.

## Stadion

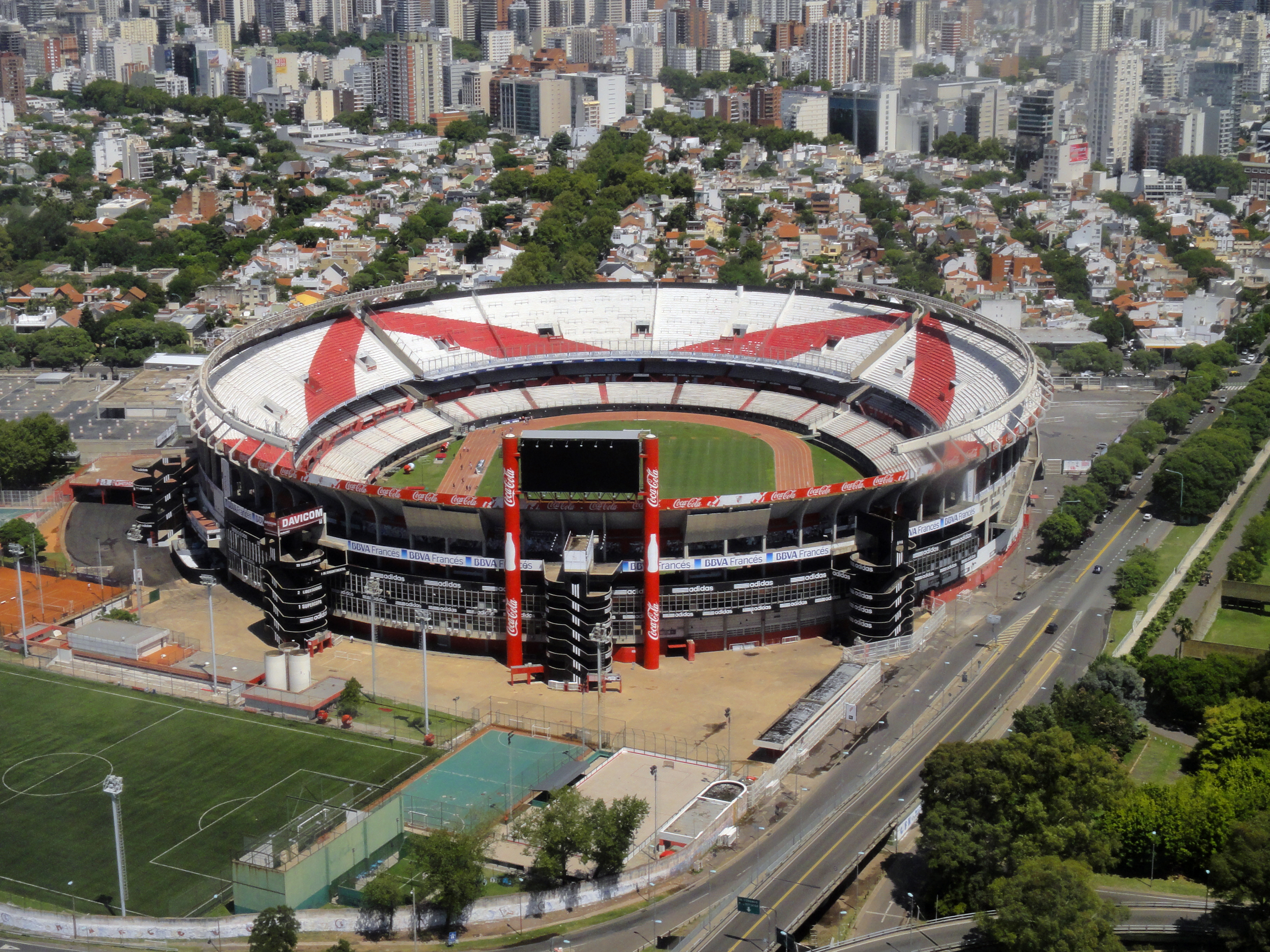
Stadion klubu - Estadio Monumental

Domowe spotkania drużyna rozgrywana stadionie Estadio Antonio Vespucio Liberti, powszechnie nazywanym Estadio Monumental. Stadion ma pojemność 72 054 miejsc, a wymiary boiska to 105 × 70 metra. Budowa obiektu trwała trzy lata – od 1935 do 1938 roku. Inaguarcją odbyła się 1 maja 1938, spotkaniem River Plate z Peñarolem Montevideo.
Patronem obiektu od 1986 roku jest były prezes klubu Antonio Vespucio Liberti, który odpowiadał za kupno działki pod budowę stadionu. Na obiekcie znajdują się również: kort tenisowy, boisko do koszykówki, sala teatralna, akademik dla juniorów i klubowe muzeum. Na przestrzeni lat obiekt przeszedł szereg modernizacji min. w 1958 roku dobudowano wschodnia trybunę, sfinansowana ze sprzedaży Omara Sívoriego do Juventusu. Ostatnia modernizacja miała miejsce na przełomie 2020 i 2021 roku. Zlikwidowano wówczas bieżnie wokół boiska, stawiając w jej miejsce kolejne rzędy trybun.
Poprzednie stadiony klubu to:
- Dársena Sur (1901–05, 1907–15)
- Sarandí (1906–07)
- La Boca (1915–23)
- Alvear y Tagle (1923–37)
- Estadio Monumental (1938–teraz)

## Aktualny skład
Stan na 1 października 2024.
| Nr | Poz. | Piłkarz                 |
| -- | ---- | ----------------------- |
| 1  | BR   | Franco Armani (kapitan) |
| 3  | OB   | Ramiro Funes Mori       |
| 4  | PO   | Nicolás Fonseca         |
| 5  | PO   | Matías Kranevitter      |
| 6  | OB   | Federico Gattoni        |
| 7  | NA   | Adam Bareiro            |
| 8  | NA   | Maxi Meza               |
| 9  | NA   | Miguel Borja            |
| 10 | PO   | Manuel Lanzini          |
| 11 | NA   | Facundo Colidio         |
| 13 | OB   | Enzo Díaz               |
| 14 | OB   | Leandro González Pírez  |
| 17 | OB   | Paulo Díaz              |
| 18 | PO   | Pity Martínez           |
| 19 | PO   | Claudio Echeverri       |

| Nr | Poz. | Piłkarz            |
| -- | ---- | ------------------ |
| 20 | OB   | Milton Casco       |
| 21 | OB   | Fabricio Bustos    |
| 23 | PO   | Rodrigo Villagra   |
| 24 | OB   | Marcos Acuña       |
| 25 | BR   | Conan Ledesma      |
| 26 | PO   | Nacho Fernández    |
| 27 | OB   | Agustín Sant’Anna  |
| 29 | PO   | Rodrigo Aliendro   |
| 30 | PO   | Franco Mastantuono |
| 31 | PO   | Santiago Simón     |
| 32 | NA   | Agustín Ruberto    |
| 33 | OB   | Germán Pezzella    |
| 36 | NA   | Pablo Solari       |
| 37 | BR   | Lucas Lavagnino    |
| 38 | NA   | Ian Subiabre       |

### Sztab szkoleniowy
Stan na 27 listopada 2022.
| Funkcja          | Imię i nazwisko   |
| ---------------- | ----------------- |
| Trener           | Martin Demichelis |
| Asystent trenera | Germán Lux        |
| Asystent trenera | Javier Pinola     |
| Trener bramkarzy | Alejandro Saccone |
| Szef akademii    | Hernán Díaz       |
| Lekarz klubu     | Rafael Giulietti  |

## Rekordy indywidualne

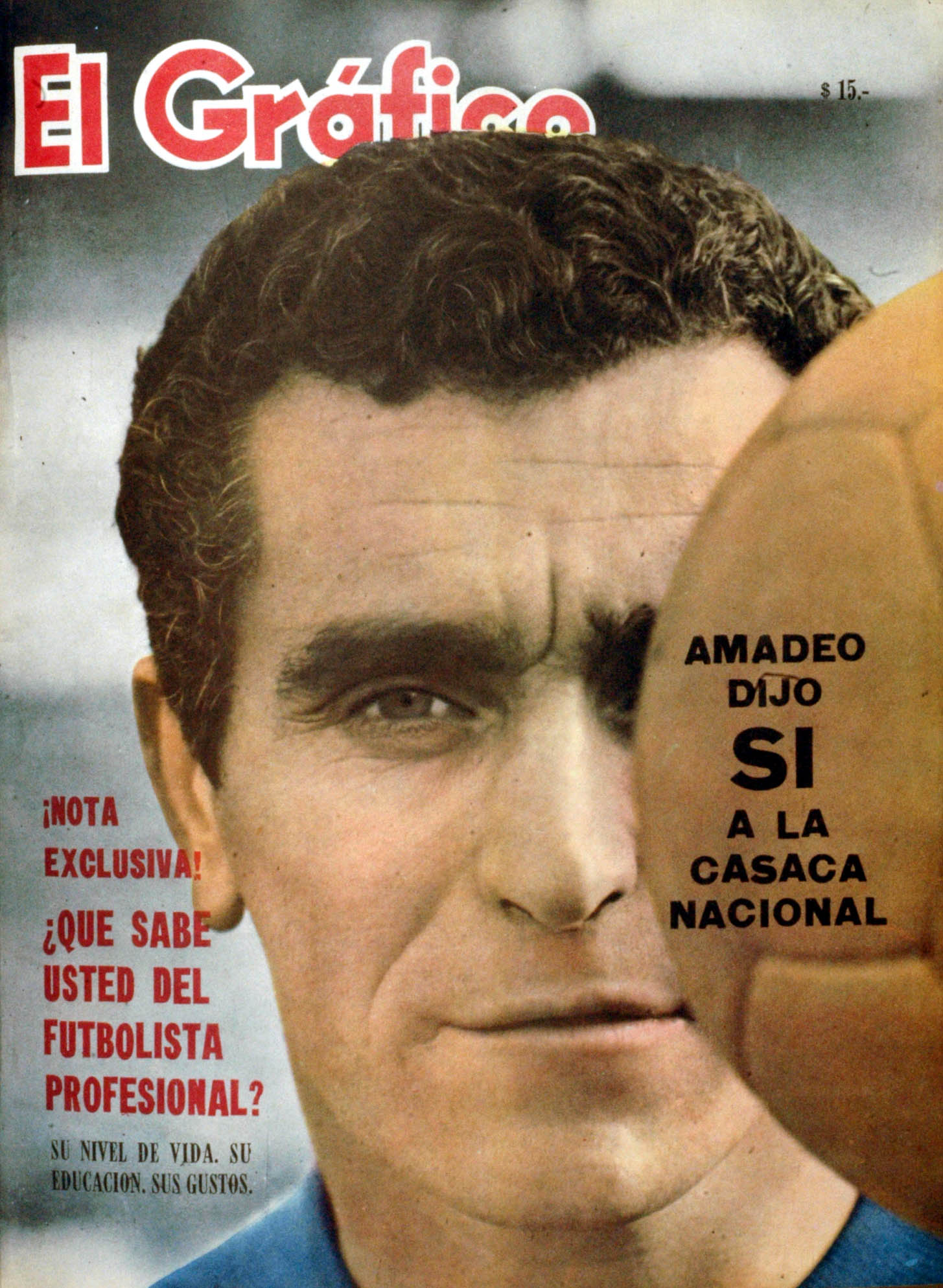
Amadeo Carrizo – piłkarz z największą liczbą występów.

### Najwięcej występów

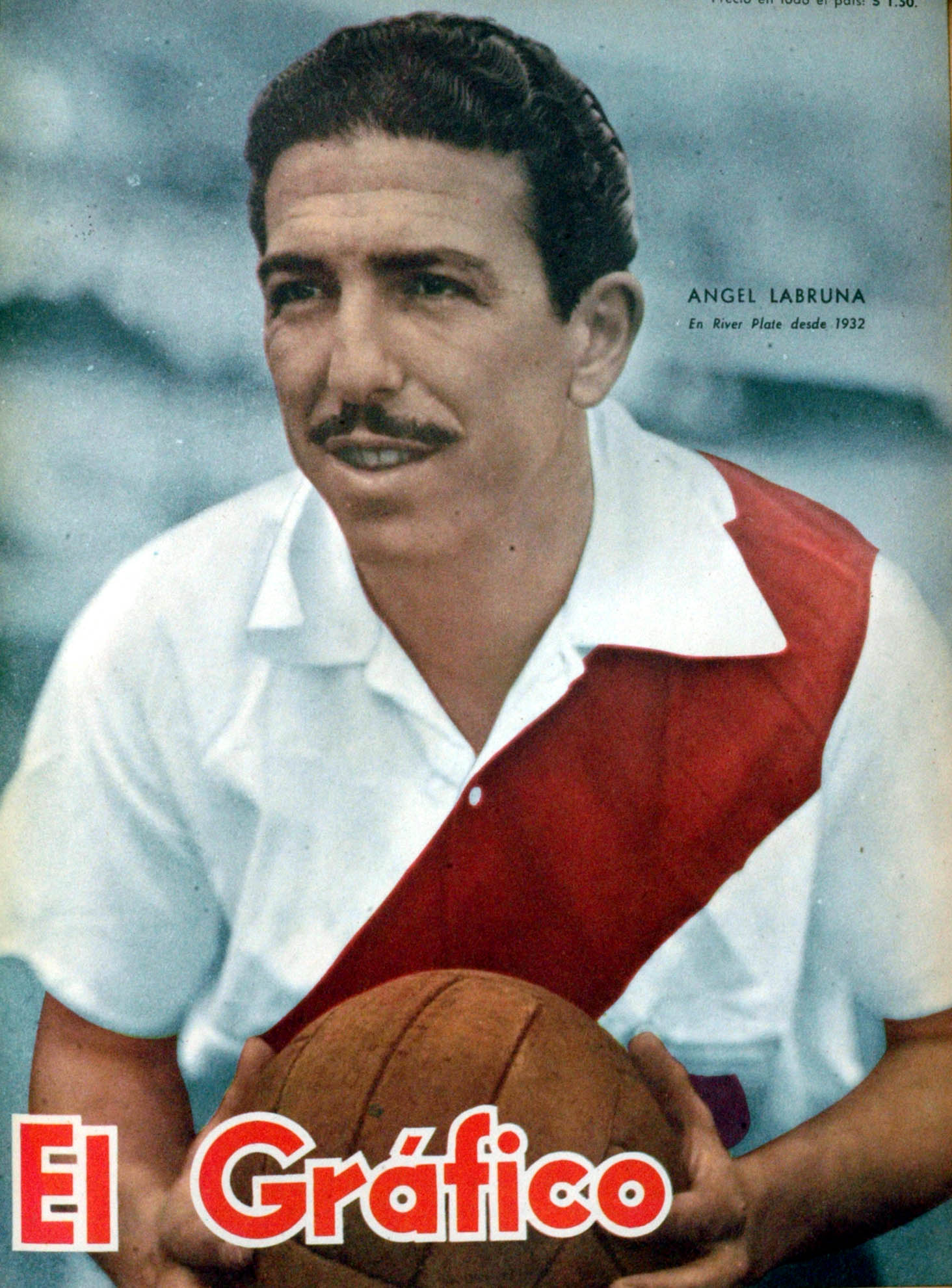
Ángel Labruna – najlepszy strzelec w historii klubu.

| Piłkarze        | Lata                      | Występy |
| --------------- | ------------------------- | ------- |
| Amadeo Carrizo  | 1945–68                   | 520     |
| Ángel Labruna   | 1939–59                   | 515     |
| Reinaldo Merlo  | 1969–84                   | 500     |
| Juan José López | 1970–81                   | 466     |
| Norberto Yácono | 1938–53                   | 393     |
| Oscar Más       | 1964–73, 1974–77          | 382     |
| Norberto Alonso | 1970–76, 1977–81, 1983–87 | 374     |
| Félix Loustau   | 1942–57                   | 367     |
| Ubaldo Fillol   | 1974–83                   | 361     |
| Leonardo Ponzio | 2007–2008, 2012-          | 324     |

### Najwięcej goli
| Strzelcy           | Lata                      | Bramki |
| ------------------ | ------------------------- | ------ |
| Ángel Labruna      | 1939–59                   | 317    |
| Oscar Más          | 1964–73, 1974–77          | 219    |
| Bernabé Ferreyra   | 1932–39                   | 201    |
| José Manuel Moreno | 1935–44, 1946–48          | 184    |
| Norberto Alonso    | 1970–76, 1977–81, 1984–86 | 159    |
| Adolfo Pedernera   | 1935–46                   | 143    |
| Enzo Francescoli   | 1984–86, 1994–98          | 137    |
| Carlos Peucelle    | 1931–41                   | 121    |
| Daniel Onega       | 1966–71, 1973             | 119    |
| Fernando Cavenaghi | 2001–04, 2011–12, 2014–15 | 111    |

### Rekordy i sukcesy indywidualne
Medaliści
Mistrzostwa Świata
- Norberto Alonso (MŚ 1978)
- Ubaldo Fillol (MŚ 1978)
- Daniel Passarella (MŚ 1978)
- Leopoldo Luque (MŚ 1978)
- Oscar Ortiz (MŚ 1978)
- Héctor Enrique (MŚ 1986)
- Nery Pumpido (MŚ 1986)
- Oscar Ruggeri (MŚ 1986)
- Ángel Comizzo (MŚ 1990)
- Sergio Batista (MŚ 1990)
- José Serrizuela (MŚ 1990)

Copa America
- Arturo Chiappe (CA 1910)
- Elías Fernández (CA 1910)
- Alberto Cuello (CA 1937)
- Bernabé Ferreyra (CA 1937)
- Pepe Minella (CA 1937)
- Pepe Minella (CA 1941)
- José Manuel Moreno (CA 1941)
- Adolfo Pedernera (CA 1941)
- Félix Loustau (CA 1945)
- Juan Carlos Muñoz (CA 1945)
- Ángel Labruna (CA 1946)
- Félix Loustau (CA 1946)
- Adolfo Pedernera (CA 1946)
- José Ramos (CA 1946)
- Eduardo Rodríguez (CA 1946)
- Alfredo Di Stéfano (CA 1947)
- Félix Loustau (CA 1947)
- José Manuel Moreno (CA 1947)
- Néstor Raúl Rossi (CA 1947)
- Norberto Yácono (CA 1947)
- Ángel Labruna (CA 1955)
- Gilberto Sola (CA 1955)
- Federico Vairo (CA 1955)
- Santiago Vernazza (CA 1955)
- Héctor De Bourgoing (CA 1957)
- Óscar Mantegari (CA 1957)
- Néstor Raúl Rossi (CA 1957)
- Omar Sívori (CA 1957)
- Federico Vairo (CA 1957)
- Julio Alberto Nuín (CA 1959)
- Carlos Enrique (CA 1991)
- Fabián Basualdo (CA 1991)
- Leonardo Astrada (CA 1991)
- Gustavo Zapata (CA 1991)
- Ramón Medina Bello (CA 1991)
- Ricardo Altamirano (CA 1993)
- Fabián Basualdo (CA 1993)
- Ramón Medina Bello (CA 1993)
- Fernando Cáceres (CA 1993)
- Germán Lux (IO 2004)
- Lucho González (IO 2004)
- Javier Mascherano (IO 2004)
- Diego Buonanotte (IO 2008)
- Enzo Francescoli (CA 1983)
- Nelson Gutiérrez (CA 1987)
- Antonio Alzamendi (CA 1987)
- Enzo Francescoli (CA 1995)
- Mario Yepes (CA 2001)
- Arturo Chiappe (CA 1916)
- Cándido García (CA 1916)
- Carlos Isola (CA 1916)
- Carlos Isola (CA 1917)
- José Manuel Moreno (CA 1942)
- Adolfo Pedernera (CA 1942)
- José Ramos (CA 1942)
- Oscar Mas (CA 1967)
- Juan Carlos Sarnari (CA 1967)
- Lucho González (CA 2004)
- Javier Mascherano (CA 2004)
- Juan Pablo Carrizo (CA 2007)
- Jonathan Maidana (CA 2016)
- Gabriel Mercado (CA 2016)
- Carlos Isola (CA 1919)
- José Laiolo (CA 1919)
- Nicolás Rofrano (CA 1919)
- Ángel Labruna (CA 1956)
- Omar Sívori (CA 1956)
- Federico Vairo (CA 1956)
- Roberto Zárate (CA 1956)
- Abel Balbo (CA 1989)
- Sergio Batista (CA 1989)
- Héctor Enrique (CA 1989)

Igrzyska Olimpijskie
- Matías Almeyda (IO 1996)
- Ariel Ortega (IO 1996)
- Marcelo Gallardo (IO 1996)

FIFA 100
- Gabriel Batistuta
- Hernán Crespo
- Mario Kempes
- Daniel Passarella
- Javier Saviola
- Omar Sívori
- Alfredo Di Stéfano
- Enzo Francescoli
- David Trezeguet

Południowoamerykański Piłkarz Roku
- Enzo Francescoli: 1984, 1995
- Antonio Alzamendi: 1986
- Marcelo Salas: 1997
- Javier Saviola: 1999
- Teófilo Gutiérrez: 2014
- Carlos Sánchez: 2015
- Gonzalo Martínez: 2018
- Julián Álvarez: 2021

Królowie strzelców Primera División w barwach klubu
- Bernabé Ferreyra: 1932 (43 bramek)
- Ángel Labruna: 1945 (25 bramek)
- Alfredo Di Stéfano: 1947 (27 bramek)
- Santiago Vernazza: 1951 (22 bramek)
- Roberto Zárate: 1957 (22 bramek)
- Luis Artime: 1962 (28 bramek), 1963 (26 bramek)
- Oscar Más: 1970 (16 bramek), 1973 (17 bramek)
- Carlos Morete: 1972 (14 bramek), 1974 (18 bramek)
- Enzo Francescoli: 1984 (24 bramek), 1985/86 (25 bramek), 1993/1994 (12 bramek)
- Ramón Díaz: 1990/1991 (14 bramek)
- Rubén Da Silva: 1992/1993 (13 bramek)
- Javier Saviola: 1998/1999 (15 bramek)
- Juan Pablo Ángel: 1999/2000 (13 bramek)
- Martín Cardetti: 2000/01 (17 bramek)
- Fernando Cavenaghi: 2001/02 (15 bramek)
- Rafael Santos Borré: 2019/20 (12 bramek)
- Julián Álvarez: 2021 (18 bramek)

## Trenerzy

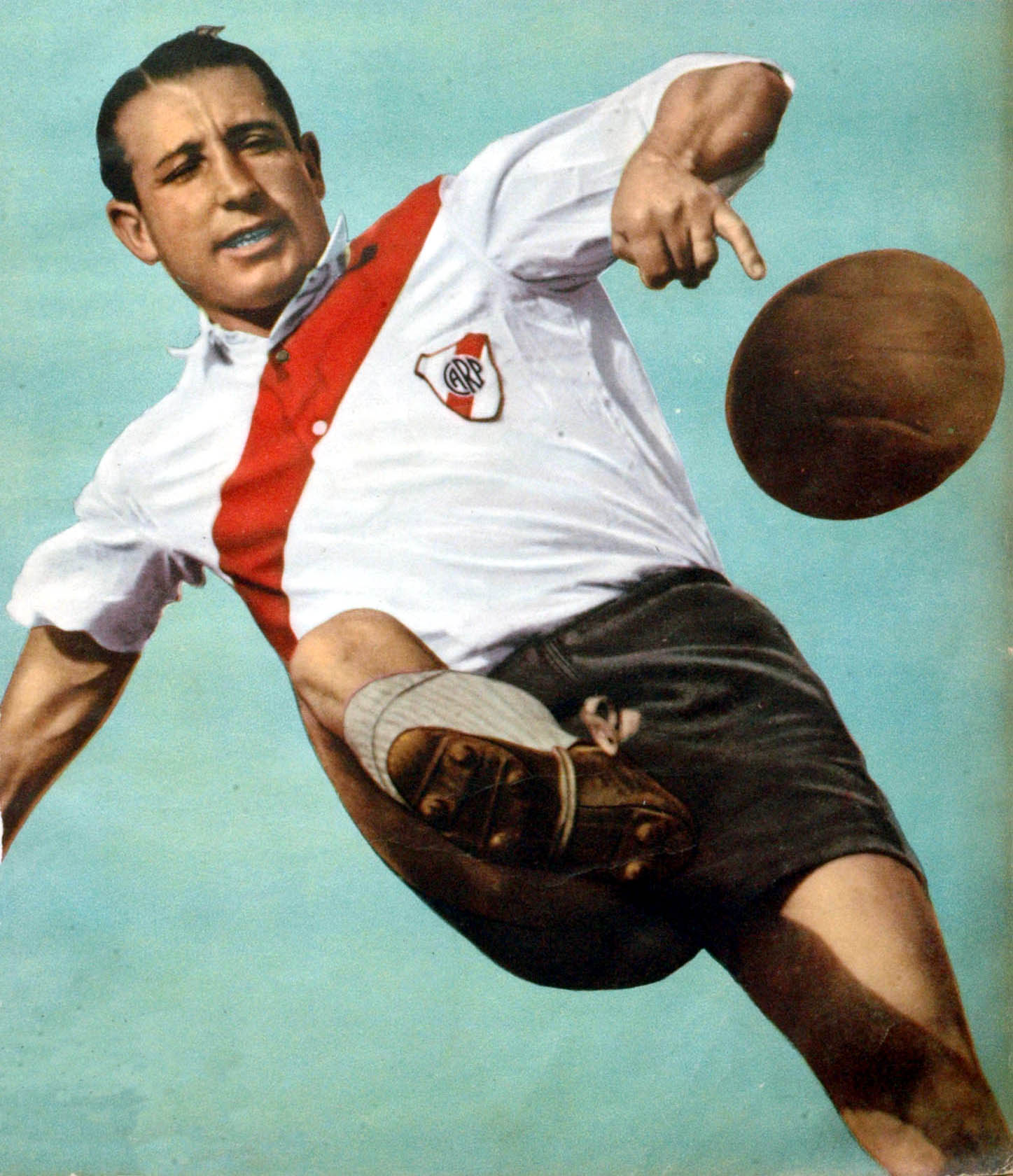
José María Minella był trenerem klubu przez rekordowe dwanaście lat.

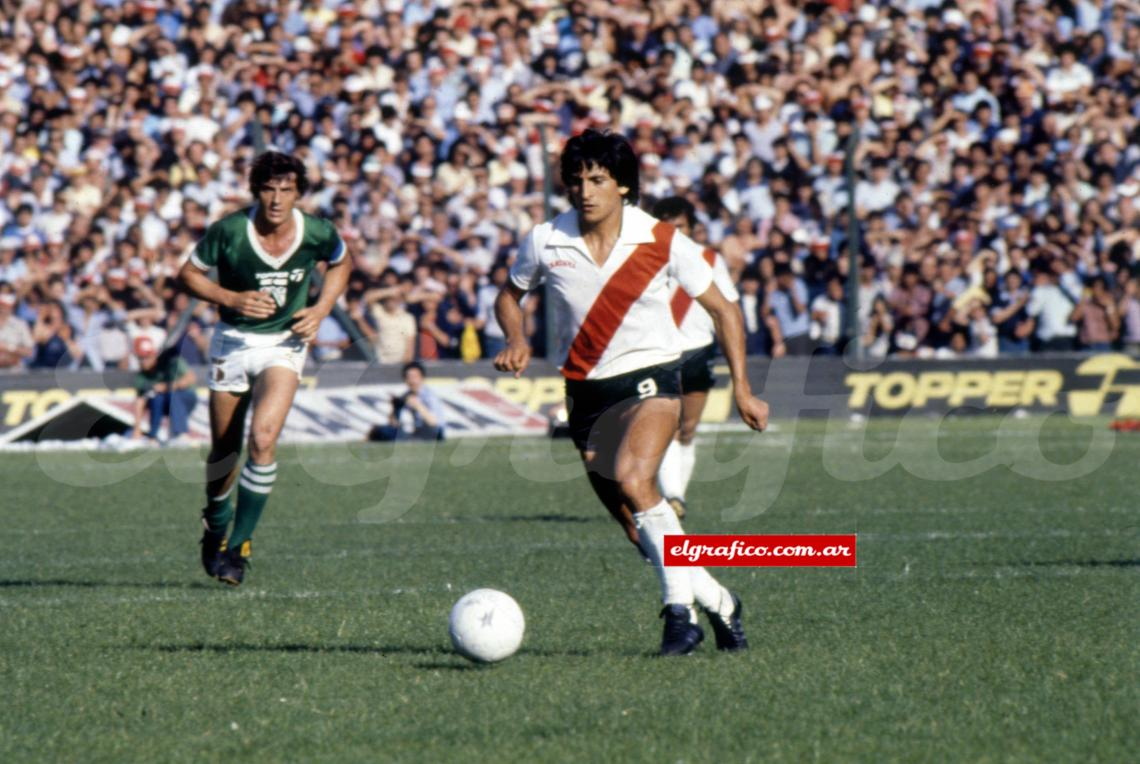
Ramón Díaz trzykrotnie był trenerem River Plate.

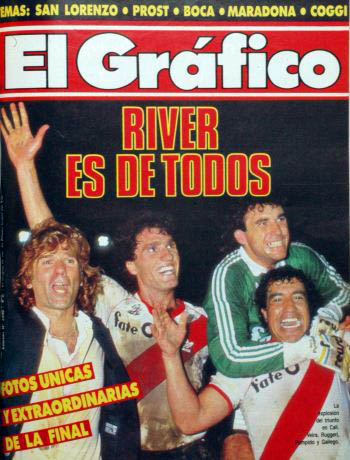
Héctor Veira (po lewej) trener, który zdobył z klubem pierwszy puchar Copa Libertadores.

Pierwszym trenerem klubu w erze profesjonalizmu był Víctor Caamaño, który zdobył z klubem mistrzostwo Argentyny w sezonie 1932. Najbardziej utytułowanym trenerem w historii klubu jest Marcelo Gallardo, który dotychczas zdobył czternaście tytułów. Jedynym trenerem, który w trakcie jednego sezonu zdobył zarówno mistrzostwo kraju i Copa Libertadores był Hector Veria w sezonie 1985/86. Najdłuższej funkcje trenera pełnił José María Minella, prowadzący zespół przez dwanaście lat (od 1947 do 1959 roku). Ośmiu trenerów było obcokrajowcami: Emérico Hirschl, Renato Cesarini, Felipe Pascucci, Enrique Fernandez, Didi, Delem, Luis Cubilla oraz Manuel Pellegrini.
| Lp. | Imię i nazwisko            | Okres urzędowania | Okres urzędowania |
| --- | -------------------------- | ----------------- | ----------------- |
| 1.  | Víctor Caamaño             | 1931              | 1933              |
| 2.  | Felipe Pascucci            | 1933              | 1933              |
| 3.  | Emérico Hirschl            | 1934              | 1938              |
| 4.  | Renato Cesarini            | 1939              | 1944              |
| 5.  | Carlos Peucelle            | 1945              | 1946              |
| 6.  | José María Minella         | 1947              | 1959              |
| 7.  | Jim López                  | 1960              | 1960              |
| 8.  | Emérico Hirschl            | 1961              | 1961              |
| 9.  | Néstor Rossi               | 1961              | 1962              |
| 10. | José María Minella         | 1963              | 1963              |
| 11. | Ángel Labruna              | 1963              | 1963              |
| 12. | Enrique Fernández          | 1963              | 1963              |
| 13. | José Manuel Moreno         | 1963              | 1964              |
| 14. | Carlos Peucelle            | 1964              | 1964              |
| 15. | Renato Cesarini            | 1964              | 1965              |
| 16. | Juan Carlos Lorenzo        | 1967              | 1967              |
| 17. | José D’Amico               | 1967              | 1967              |
| 18. | Ángel Labruna              | 1968              | 1970              |
| 19. | Didi                       | 1970              | 1972              |
| 20. | Osvaldo Diez               | 1972              | 1972              |
| 21. | Juan Eulogio Urriolabeitía | 1972              | 1972              |
| 22. | Delém                      | 1973              | 1973              |
| 23. | Néstor Rossi               | 1974              | 1974              |
| 24. | Omar Sívori                | 1974              | 1974              |
| 25. | Ángel Labruna              | 1975              | 1981              |
| 26. | Alfredo Di Stéfano         | 1981              | 1982              |
| 27. | Vladislao Cap              | 1982              | 1982              |

| Lp. | Imię i nazwisko     | Okres urzędowania | Okres urzędowania |
| --- | ------------------- | ----------------- | ----------------- |
| 28. | José Manuel Vázquez | 1982              | 1982              |
| 29. | José Varacka        | 1983              | 1983              |
| 30. | Martín Pando        | 1983              | 1983              |
| 31. | Luis Cubilla        | 1984              | 1984              |
| 32. | Héctor Veira        | 1984              | 1987              |
| 33. | Carlos Griguol      | 1987              | 1988              |
| 34. | César Luis Menotti  | 1988              | 1989              |
| 35. | Reinaldo Merlo      | 1989              | 1989              |
| 36. | Daniel Passarella   | 1989              | 1994              |
| 37. | Américo Gallego     | 1994              | 1994              |
| 38. | Carlos Babington    | 1995              | 1995              |
| 39. | Ramón Díaz          | 1995              | 2000              |
| 40. | Américo Gallego     | 2000              | 2001              |
| 41. | Patricio Hernandez  | 2001              | 2001              |
| 42. | Ramón Díaz          | 2001              | 2002              |
| 43. | Manuel Pellegrini   | 2002              | 2003              |
| 44. | Leonardo Astrada    | 2004              | 2005              |
| 45. | Reinaldo Merlo      | 2005              | 2006              |
| 46. | Daniel Passarella   | 2006              | 2007              |
| 47. | Diego Simeone       | 2008              | 2008              |
| 48. | Nestor Gorosito     | 2009              | 2009              |
| 49. | Leonardo Astrada    | 2009              | 2010              |
| 50. | Angel Cappa         | 2010              | 2010              |
| 51. | Juan Jose Lopez     | 2010              | 2011              |
| 52. | Matías Almeyda      | 2011              | 2012              |
| 53. | Ramón Díaz          | 2012              | 2014              |
| 54. | Marcelo Gallardo    | 2014              | 2022              |
| 55. | Martin Demichelis   | 2022              | obecnie           |

| Trener             | Liczba | Tytuły                      |
| ------------------ | ------ | --------------------------- |
| Marcelo Gallardo   | 12     | 5 krajowe, 7 międzynarodowe |
| Ramón Díaz         | 9      | 7 krajowe, 2 międzynarodowe |
| José María Minella | 8      | 7 krajowe, 1 międzynarodowy |
| Ángel Labruna      | 6      | 6 krajowe                   |
| Renato Cesarini    | 6      | 5 krajowe, 1 międzynarodowy |
| Emérico Hirschl    | 6      | 4 krajowe, 2 międzynarodowe |
| Héctor Veira       | 3      | 1 krajowe, 2 międzynarodowe |
| Daniel Passarella  | 3      | 3 krajowe                   |
| Américo Gallego    | 2      | 2 krajowe                   |
| Víctor Caamaño     | 2      | 2 krajowe                   |
| Carlos Peucelle    | 2      | 1 krajowe, 1 międzynarodowy |
| Carlos Griguol     | 1      | 1 międzynarodowy            |
| Alfredo Di Stéfano | 1      | 1 krajowe                   |
| Manuel Pellegrini  | 1      | 1 krajowe                   |
| Leonardo Astrada   | 1      | 1 krajowe                   |
| Diego Simeone      | 1      | 1 krajowe                   |